# Maguarichic
Maguarichic là một đô thị thuộc bang Chihuahua, México. Năm 2005, dân số của đô thị này là 2116 người.